# Pseudophilautus

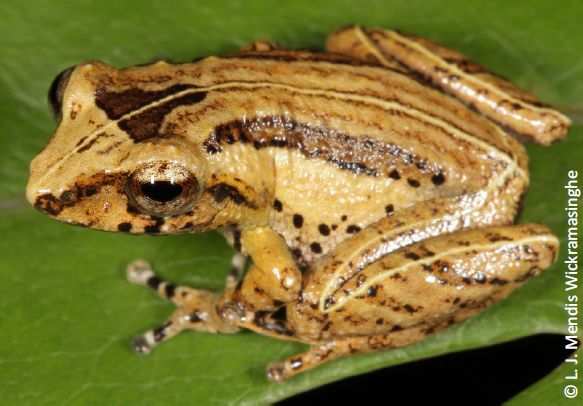
Pseudophilautus hypomelas galt als ausgestorben, wurde aber 2013 wiederentdeckt.

Pseudophilautus ist eine Gattung von Fröschen aus der Familie der Ruderfrösche. Sie kommen nur in den Westghats im Südwesten Indiens und in Sri Lanka vor, wo die Mehrheit der Arten verbreitet ist.

## Merkmale
Die Arten der Gattung Pseudophilautus leben auf Bäumen und besitzen an den Finger- und Zehenenden verbreiterte Haftscheiben, die ihnen das Klettern erleichtern. Analog zu den Laubfröschen haben sie zwischen dem jeweils vorletzten und letzten Finger- und Zehenglied einen Zwischenknorpel, der es in jeder Stellung der Gliedmaßen erlaubt, die Haftscheiben auf die Unterlage zu pressen.

## Fortpflanzung und Entwicklung
Pseudophilautus-Arten haben im Gegensatz zu den meisten anderen Gattungen der Ruderfrösche eine direkte Entwicklung, es gibt also kein Kaulquappenstadium. Stattdessen vollzieht sich die Larvalentwicklung innerhalb der Eier, die an feuchten Plätzen an Land abgelegt werden, und es schlüpfen fertige Jungfrösche aus. Obwohl die Eier weiterhin hohe Feuchtigkeit benötigen und leicht austrocknen, ist es den Fröschen dadurch möglich, auch feuchte Lebensräume ohne offene Gewässer zu besiedeln.
Die meisten Arten deponieren ihre Gelege auf dem Boden in feuchter Erde, nur wenige auf Blättern von niedrigen Büschen wie Pseudophilautus femoralis oder auf der Rinde von Bäumen wie der Ceylonesische Ruderfrosch Pseudophilautus microtympanum. Besonders in Regenperioden rufen die Männchen am Abend und nachts intensiv nach den Weibchen. Wenn sich eines nähert, wird es vom Männchen umklammert. Bei Arten, die ihre Eier in der Erde ablegen, steigen die Pärchen von den Büschen auf den Boden hinab und ändern ihre Färbung, um sich der Umgebung anzupassen. Die Weibchen suchen eine geeignete Stelle und graben eine Mulde, in die sie die Eier ablegen. Nach der Eiablage bedeckt das Weibchen das Gelege mit feuchter Erde und verlässt dann das Nest. Das Männchen kehrt zu seinem Ansitz zurück. Es gibt keine Brutpflege bei diesen Arten. Bei Arten, die ihre Eier auf der Unterseite von Blättern oder auf der Rinde von Bäumen befestigen, findet kein Färbungswechsel statt. Das Weibchen bewacht jedoch das Gelege einige Stunden lang.
Die Eier dieser Gattung haben einen Durchmesser von 3,7 bis 5,7 Millimeter. Die Entwicklung der Frösche bis zum Schlüpfen dauert 24 bis 68 Tage. Die Embryos von Pseudophilautus entwickeln im Ei keine Kiemen, wahrscheinlich atmen sie über ihre Haut, speziell an ihrem gut durchbluteten Schwanz. Abhängig von der Art haben die kleinen Frösche nach dem Schlüpfen noch einen mehr oder weniger langen Schwanzstummel, der aber nach kurzer Zeit verschwindet. Der Dottersack ist hingegen nach dem Schlüpfen stets noch vorhanden.

## Systematik und Taxonomie
Im Jahr 2009 wurde die Gattung Pseudophilautus wiedererrichtet, nachdem sie im Jahr 1985 mit der Gattung Philautus zusammengelegt worden war. Die Gattung hatte damals ein Verbreitungsgebiet zwischen Sri Lanka und Südost-China sowie Vietnam. Das gemeinsame Merkmal aller dieser Arten war die direkte Entwicklung im Ei ohne ein freilebendes Kaulquappenstadium. Molekulargenetische Untersuchungen legten dennoch eine Teilung in zwei Kladen nahe, von denen die erste hauptsächlich die Arten aus Sri Lanka, die andere die Arten von Südindien bis China und Vietnam enthielt. Für letztere wurde 2010 der Gattungsname Raorchestes etabliert.
Neuere Forschungen legen eine stammesgeschichtliche Entwicklung der Gattung Pseudophilautus nahe, die gegen Ende des Eozäns über eine Landbrücke von Indien nach Sri Lanka führte. Ein Klimawandel beschleunigte ab dem Oligozän die Radiation der Gattung, die zur allmählichen Herausbildung neuer Arten bis ins späte Miozän vor rund 8,8 Millionen Jahren führte. Zu dieser Zeit begünstigte die Etablierung des jährlichen Monsunregens die Rückkehr der Gattung Pseudophilautus auf den indischen Subkontinent, wo sie sich aber wegen der bereits erfolgten Ausbreitung der Arten der Gattung Raorchestes nicht so weit diversifizieren konnte wie in Sri Lanka.

## Arten
Es sind derzeit 78 Arten beschrieben.
Viele der Arten gelten als neuzeitlich ausgestorben und sind in der unten angefügten Artenliste mit † markiert. Andererseits wurden verschollen geglaubte Arten durch intensive Forschung wiederentdeckt.
Stand: 6. April 2023

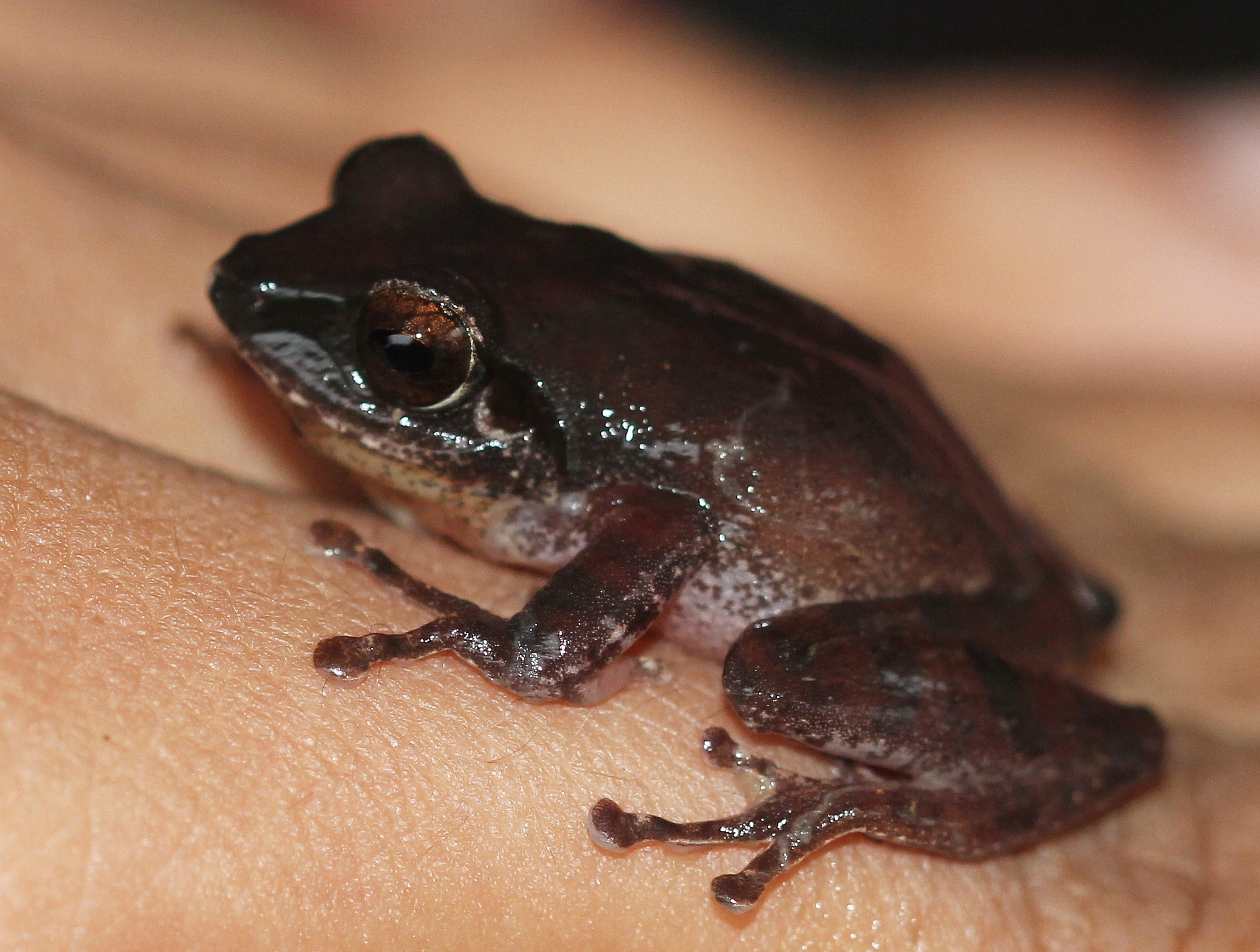
Pseudophilautus amboli aus Südindien

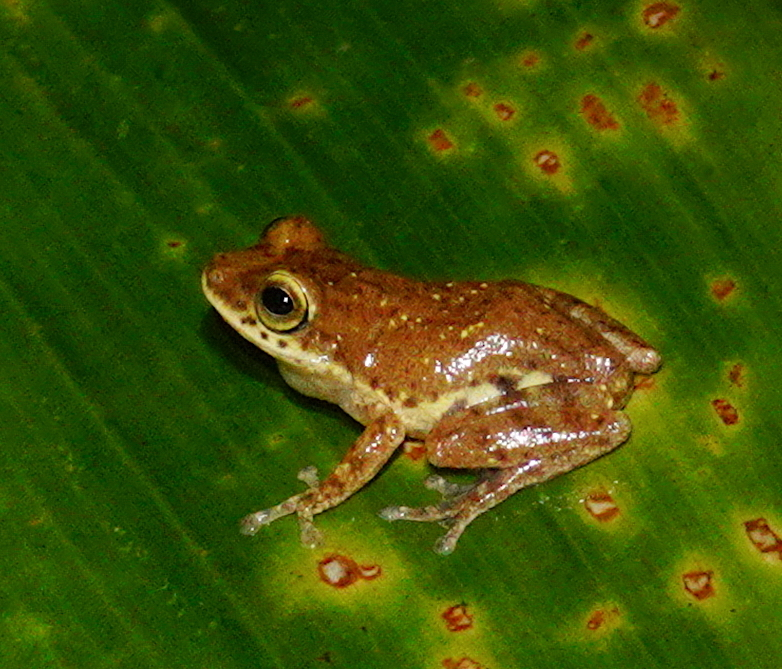
Pseudophilautus asankai aus Sri Lanka

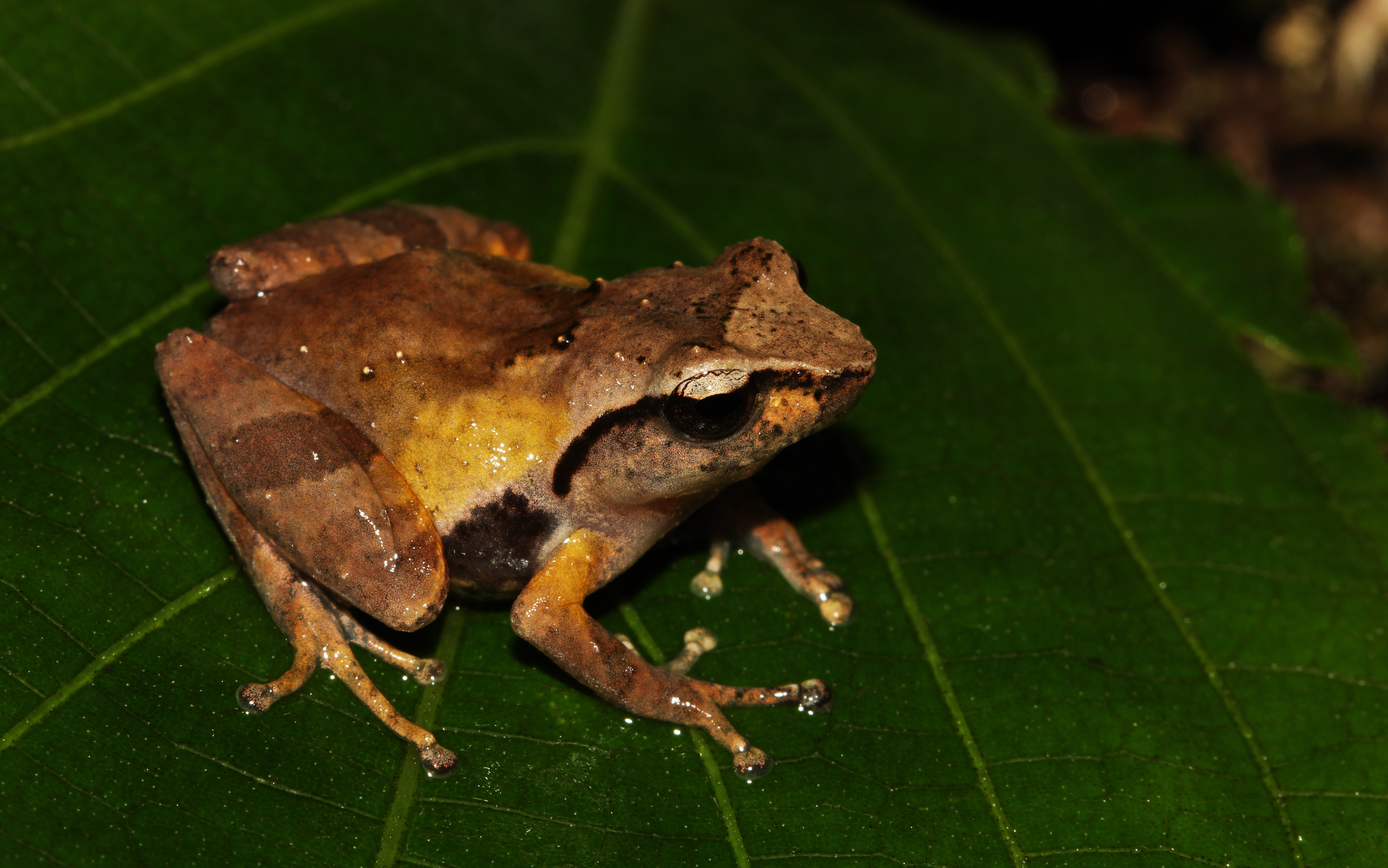
Pseudophilautus caeruleus aus Sri Lanka

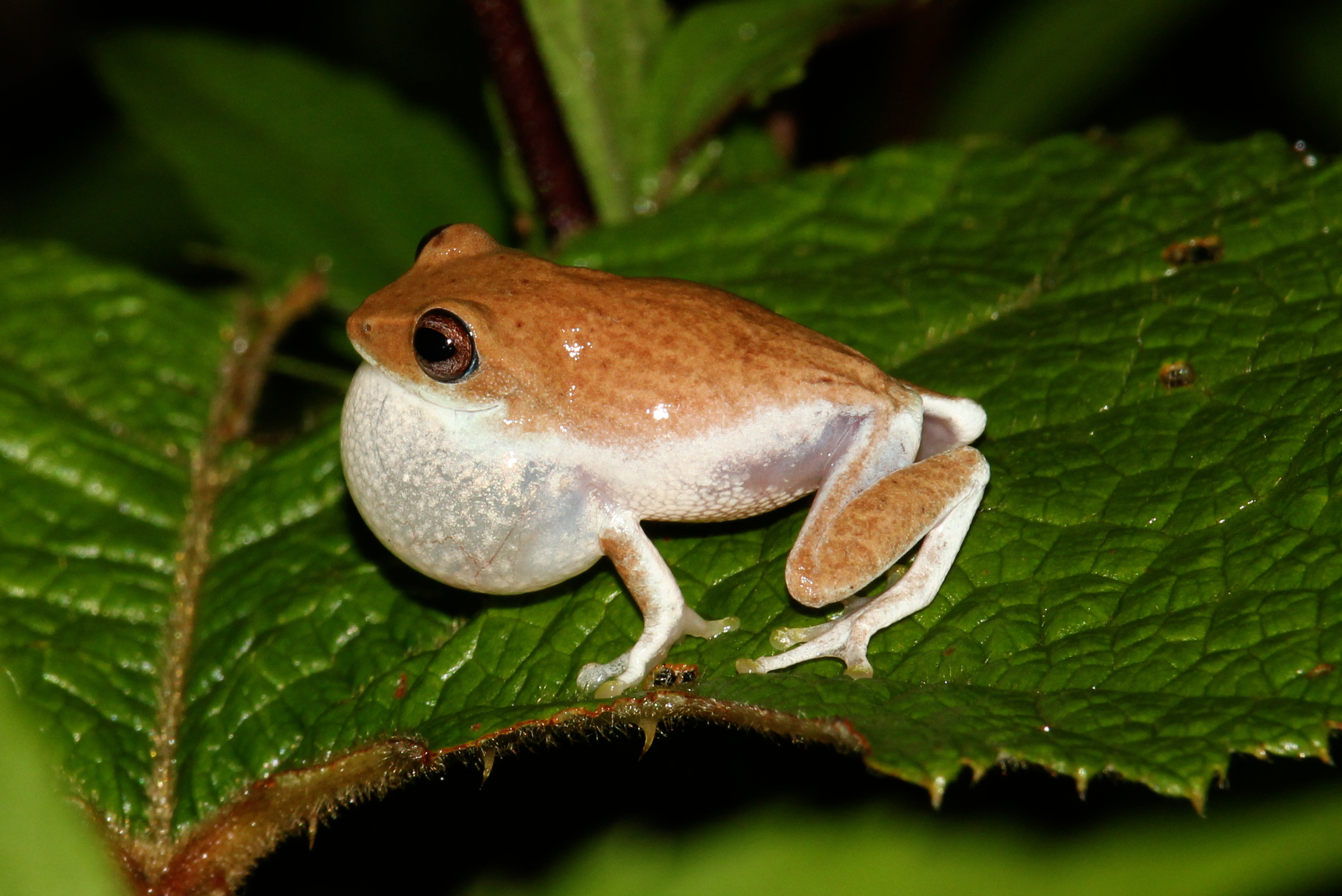
Pseudophilautus hoffmanni aus Sri Lanka

- Pseudophilautus abundus (Manamendra-Arachchi & Pethiyagoda, 2005)[8]
- Pseudophilautus adspersus† (Günther, 1872)
- Pseudophilautus alto (Manamendra-Arachchi & Pethiyagoda, 2005)[8]
- Pseudophilautus amboli (Biju and Bossuyt, 2009)
- Pseudophilautus asankai (Manamendra-Arachchi & Pethiyagoda, 2005)[8]
- Pseudophilautus auratus (Manamendra-Arachchi & Pethiyagoda, 2005)[8]
- Pseudophilautus bambaradeniyai Wickramasinghe et al., 2013[9]
- Pseudophilautus caeruleus (Manamendra-Arachchi & Pethiyagoda, 2005)[8]
- Pseudophilautus cavirostris (Günther, 1869)
- Pseudophilautus cuspis (Manamendra-Arachchi & Pethiyagoda, 2005)[8]
- Pseudophilautus dayawansai Wickramasinghe et al., 2013[9]
- Pseudophilautus decoris (Manamendra-Arachchi & Pethiyagoda, 2005)[8]
- Pseudophilautus dilmah (Wickramasinghe, Bandara, Vidanapathirana, Tennakoon, Samarakoon & Wickramasinghe, 2015)
- Pseudophilautus dimbullae† (Shreve, 1940)
- Pseudophilautus eximius† (Shreve, 1940)
- Pseudophilautus extirpo† (Manamendra-Arachchi & Pethiyagoda, 2005)[8]
- Pseudophilautus femoralis (Günther, 1864)
- Pseudophilautus fergusonianus (Ahl, 1927)
- Pseudophilautus folicola (Manamendra-Arachchi & Pethiyagoda, 2005)[8]
- Pseudophilautus frankenbergi (Meegaskumbura & Manamendra-Arachchi, 2005)[10]
- Pseudophilautus fulvus (Manamendra-Arachchi & Pethiyagoda, 2005)[8]
- Pseudophilautus hallidayi (Meegaskumbura & Manamendra-Arachchi, 2005)[10]
- Pseudophilautus halyi† (Boulenger, 1904)
- Pseudophilautus hankeni Meegaskumbura & Manamendra-Arachchi, 2011[11]
- Pseudophilautus hoffmanni (Meegaskumbura & Manamendra-Arachchi, 2005)[10]
- Pseudophilautus hoipolloi (Manamendra-Arachchi & Pethiyagoda, 2005)[8]
- Pseudophilautus hypomelas (Günther, 1876)
- Pseudophilautus jagathgunawardanai Wickramasinghe et al., 2013[9]
- Pseudophilautus kani (Biju and Bossuyt, 2009)
- Pseudophilautus karunarathnai Wickramasinghe et al., 2013[9]
- Pseudophilautus leucorhinus† (Lichtenstein and Martens, 1856)
- Pseudophilautus limbus (Manamendra-Arachchi & Pethiyagoda, 2005)[8]
- Pseudophilautus lunatus (Manamendra-Arachchi & Pethiyagoda, 2005)[8]
- Pseudophilautus macropus (Günther, 1869)
- Pseudophilautus maia (Meegaskumbura et al., 2007)[12]
- Pseudophilautus malcolmsmithi (Ahl, 1927)
- Pseudophilautus microtympanum (Günther, 1858)
- Pseudophilautus mittermeieri (Meegaskumbura & Manamendra-Arachchi, 2005)[10]
- Pseudophilautus mooreorum (Meegaskumbura & Manamendra-Arachchi, 2005)[10]
- Pseudophilautus nanus† (Günther, 1869)
- Pseudophilautus nasutus† (Günther, 1869)
- Pseudophilautus nemus (Manamendra-Arachchi & Pethiyagoda, 2005)[8]
- Pseudophilautus newtonjayawardanei Wickramasinghe et al., 2013[9]
- Pseudophilautus ocularis (Manamendra-Arachchi & Pethiyagoda, 2005)[8]
- Pseudophilautus oxyrhynchus (Günther, 1872)
- Pseudophilautus papillosus (Manamendra-Arachchi & Pethiyagoda, 2005)[8]
- Pseudophilautus pleurotaenia (Boulenger, 1904)
- Pseudophilautus poppiae (Meegaskumbura & Manamendra-Arachchi, 2005)[10]
- Pseudophilautus popularis (Manamendra-Arachchi & Pethiyagoda, 2005)[8]
- Pseudophilautus procax (Manamendra-Arachchi & Pethiyagoda, 2005)[8]
- Pseudophilautus puranappu Wickramasinghe et al., 2013[9]
- Pseudophilautus regius (Manamendra-Arachchi & Pethiyagoda, 2005)[8]
- Pseudophilautus reticulatus (Günther, 1864)
- Pseudophilautus rugatus† (Ahl, 1927)
- Pseudophilautus rus (Manamendra-Arachchi & Pethiyagoda, 2005)[8]
- Pseudophilautus samarakoon Wickramasinghe et al., 2013[9]
- Pseudophilautus sarasinor (Müller, 1887)
- Pseudophilautus schmarda (Kelaart, 1854)
- Pseudophilautus schneideri Meegaskumbura & Manamendra-Arachchi, 2011[11]
- Pseudophilautus semiruber (Annandale, 1913)
- Pseudophilautus silus (Manamendra-Arachchi & Pethiyagoda, 2005)[8]
- Pseudophilautus silvaticus (Manamendra-Arachchi & Pethiyagoda, 2005)[8]
- Pseudophilautus simba (Manamendra-Arachchi & Pethiyagoda, 2005)[8]
- Pseudophilautus singu (Meegaskumbura, Manamendra-Arachchi, and Pethiyagoda, 2009)
- Pseudophilautus sirilwijesundarai (Wickramasinghe et al., 2013)[9]
- Pseudophilautus sordidus (Manamendra-Arachchi & Pethiyagoda, 2005)[8]
- Pseudophilautus steineri (Meegaskumbura & Manamendra-Arachchi, 2005)[10]
- Pseudophilautus stellatus (Kelaart, 1853)
- Pseudophilautus stictomerus (Günther, 1876)
- Pseudophilautus stuarti Wickramasinghe et al., 2013[9]
- Pseudophilautus tanu (Meegaskumbura, Manamendra-Arachchi, and Pethiyagoda, 2009)
- Pseudophilautus temporalis† (Günther, 1864)
- Pseudophilautus variabilis† (Günther, 1858)
- Pseudophilautus viridis (Manamendra-Arachchi & Pethiyagoda, 2005)[8]
- Pseudophilautus wynaadensis (Jerdon, 1854)
- Pseudophilautus zal† (Manamendra-Arachchi & Pethiyagoda, 2005)[8]
- Pseudophilautus zimmeri† (Ahl, 1927)
- Pseudophilautus zorro (Manamendra-Arachchi & Pethiyagoda, 2005)[8]

Pseudophilautus pardus (Meegaskumbura et al., 2007) galt ebenfalls als ausgestorben, es wurde jedoch ein Exemplar wiederentdeckt und einer DNA-Untersuchung unterzogen. Es stellte sich heraus, dass die Art molekulargenetisch nicht von Pseudophilautus viridis (Manamendra-Arachchi & Pethiyagoda, 2005) zu unterscheiden ist. Sie wurde daraufhin mit Pseudophilautus viridis synonymisiert.
Pseudophilautus conniffae Batuwita, De Silva & Udugampala, 2019 wurde mit Pseudophilautus limbus (Manamendra-Arachchi and Pethiyagoda, 2005) synonymisiert.